# .32 rimfire
Термін .32 rimfire відноситься до родини набоїв якими заряджали револьвери та гвинтівки наприкінці 19-го та на початку 20-го століть. Ці набої зазвичай випускали у короткому та довгому варіантах, але пропонували екстра короткі, довгі гвинтівкові та екстра довгі варіанти.

## Виробники
Виробники в США, в основному, припинили виробництво набоїв .32 rimfire вступу в 1941 році у Другу світову війну. Набої продавали зі старих запасів протягом кількох років, але це робили періодично протягом останніх 70 років. Інколи для колекціонерів роблять лімітовані випуски набоїв .32 rimfire, але зараз набій не є серійним. Navy Arms Company періодично імпортувала набої .32 Rimfire Long зроблені CBC в Бразилії до 2014 року.

## Історія
Набій .32 short було розроблено в 1860 компанією Smith & Wesson для свого револьвера Model 2. В 1868 році вони розробили набій .32 Long для револьвера Model 11⁄2 Second Issue.
Набій .32 Short стріляв свинцевою кулею вагою 5,184 г зі швидкістю 288 м/с (створюючи дулову швидкість в 21 Дж) при стрільбі з гвинтівки з довжиною стволу 61 см. Набій .32 Long стріляв дещо важчою кулею вагою 5,832 г з приблизно схожою швидкістю та дуловою енергією 241 Дж. Гвинтівки Remington під набій .32 rimfire мають діаметр стволу ,304 дюйм (7,7 мм).
Набої .32 Short та Long кільцевого запалення за своїми параметрами співпадали з набоями .32 Colt Short та Long центрального запалення; важільна магазинна гвинтівка Marlin модель 1892 поставлялася з двома бійками, одним для набоїв кільцевого запалення, а інший для набоїв центрального запалення, що дозволяло використовувати як набої кільцевого так і набої центрального запалення. Револьвери та однозарядні гвинтівки під довший набій .32 rimfire можна заряджати та стріляти коротшими набоями.
Remington Arms випускала набої .32 Extra Short (також відомі як .32 Protector) до 1920 року для використання в пістолетах Protector Palm Pistol та Remington Magazine Pistol.
Під час використання набій .32 rimfire заряджали димним порохом, а потім сумішшю бездимного пороху та бездимним порохом. Хоча набій і був дуже популярним для полювання на дрібну дичину, наприкінці 1930-х років його визнали застарілим, частково через появу високошвидкісної версії набою .22 Long Rifle з бездимним порохом.